# Glicerio Vettori
Glicerio Vettori (Rovereto, 1º febbraio 1922 – Borgo Sacco, 21 giugno 2014) è stato un imprenditore e politico italiano, senatore della Democrazia Cristiana per quattro legislature, in carica dal 1976 al 1992.

## Biografia
Nato a Rovereto, in provincia di Trento, durante la seconda guerra mondiale fu tra gli Internati Militari Italiani in Germania e in Polonia.
Impegnato in politica con la Democrazia Cristiana, fu consigliere comunale e assessore a Rovereto e poi consigliere regionale in Trentino-Alto Adige.
Fu consigliere provinciale nella VI (1968-1973) e VII legislatura (1973-1978). Dal 24 febbraio 1969 al 12 marzo 1974 è stato assessore nella giunta provinciale di Bruno Kessler.
Nel 1976 si dimise da consigliere provinciale perché eletto al Senato, succedendo a Giovanni Spagnolli. Viene rieletto alle elezioni politiche del 1979, del 1983 e del 1987, concludendo il proprio mandato parlamentare nel 1993.
Morì a 92 anni nella RSA di Sacco nel giugno 2014.